# 崎山敏也
崎山 敏也（さきやま としや、1964年7月19日 - ）は、TBSラジオ編成局制作センターに所属する放送記者。

## 経歴
鹿児島県伊佐市出身。ラ・サール高校 を卒業後、東京大学に入学。教養学部科学史・科学哲学科を卒業。卒業論文は東北電力巻原発の立地問題。
卒業後、毎日新聞社に入社、神戸支局に配属される。その後退職し、TBS に入社。
バラエティ制作の部署に配属され、『MOGITATE!バナナ大使』、『テレビ探偵団』などでADをつとめる。当時より後述のアイドル及びアニメを始めとするファンであり、それが生きた仕事でもあったが、チームでする仕事が向いてないことが分かり約2年で異動届を出しTBSラジオに異動。ラジオの放送記者として取材活動を続けながら、TBSと同じJNN・JRN加盟局の毎日放送（MBS）が制作するラジオ番組にも随時出演している。
担当は、科学（原子力発電を中心に）、裁判（刑事、行政訴訟）、沖縄問題、ハンセン病、路上生活者、水俣病事件、セクシャルマイノリティ、難民などの人権問題などにも及ぶ。
TBSラジオでアーカイブ担当も務め、長年にわたりアーカイブの整備・活用に携わっている。社会的出来事の記憶が時間とともに固定化されたイメージにより語られることに危機感を抱き、過去の報道音源を活用して「記憶の固まり」を解きほぐし、出来事本来の複雑さや多面性を伝えることに取り組んでいる。2022年にはTBSラジオの番組『Session』で「あさま山荘事件」を特集し、当時の中継音源を用いて事件の社会的背景や語られざる側面を検証。2020年には国立ハンセン病資料館の企画で、ハンセン病に関する1950 - 60年代の報道音源から、報道と偏見の歴史について検証した。こうした活動を通じて通説化された社会的記憶を問い直すとともに、メディア自身の責任も検証の対象とし、その実践は2024年7月にNHK放送文化研究所（東山浩太研究員）による取材記事として紹介された。
TBSラジオ『人権TODAY』の記者として、1997年から28年以上にわたり、ハンセン病回復者やLGBTQ、アイヌ民族の文化継承、障がい者や高齢者、在日外国人、多文化共生、シングル家庭の貧困、路上生活者など、多様な人権課題を継続的に取材し、ラジオを通じて当事者の声を伝えている。

## 人物
- 80年代アイドルから、現在の東南アジアのアイドルまで、アイドルには造詣が深い[8]。新聞記者時代は24時間事件を追っており、まったく芸能をチェックできなかったゆえの反動もあるという。2011年頃よりローカルアイドルに嵌り、ライブにも足を運ぶようになる[4]。
- レコード・コレクターズ2014年11月号の特集「日本の女性アイドル・ソング・ベスト100 1980-1989」の投票者25人のうちのひとりとして、個人のベスト30曲とコメントが掲載される[9][10]。
- 2016年4月13日放送の、荒川強啓 デイ・キャッチ!で、BABYMETALがアメリカ・ビルボードのアルバム総合チャートで39位に入ったニュースの解説者として登場した。突然、「SAKIYAMAMETAL　DEATH」と名乗り、「アイドルは何者とも融合できる」「自分はYUIMETAL推し」「イギリスのライブでYUIMETALが寝ちゃうところで、イギリス人たちが大興奮」など、興奮しながら、さくら学院重音部からの経緯などを踏まえて語ったが、スタジオの荒川強啓、片桐千晶、近藤勝重の３人は完全に引いていた。なお、この時、﨑山はBABYMETALのほかに、キャラメル☆リボン、Negicco、KOBerrieS♪といったアイドルグループについても言及した[11]。
- BABYMETALについての解説は、吉田豪からも評価されている[12]。
- NegiccoのKaedeファンであることは、ラジオでもたびたび言及しているが、現在、一番推しているのは、みのりかな（法雨香奈）＝元KOBerrieS♪の山下香奈であると、ツイッターで表明している[13]。

## 出演番組

### TBSラジオ

#### 担当番組
- 荻上チキ・Session
  - 『荻上チキ・Session-22』の番組タイトルで平日の22時台、23時台に編成した時期は「崎山敏也の原発ニュース」という解説コーナーを不定期で放送。
- ネットワークトゥデイ
- 爆笑問題の日曜サンデー
- 安住紳一郎の日曜天国
- まとめて!土曜日（人権TODAYのコーナーを担当）[7]
- JRN選挙開票特別番組

#### 降板・放送終了番組
- 荒川強啓 デイ・キャッチ!
- 土曜ワイドラジオTOKYO 永六輔その新世界
  - 2002年から2010年にかけて、「ニュース惠理好み」のコーナーに出演。
- ストリーム
- 小島慶子 キラ☆キラ
- BATTLE TALK RADIO アクセス
- ニュース探究ラジオ Dig
- 土曜朝イチエンタ。堀尾正明+PLUS!（「人権TODAY」のコーナーを担当）。
- 麻木久仁子の週刊「ほんなび」[14]
- 全国こども電話相談室・リアル!
- アシタノカレッジ
  - 自身の苗字（崎山）にちなんだ愛称（サッキー）を関係者から付けられていることを背景に、放送期間の終盤（関東ローカル放送へ移行した2023年4 - 9月）には、「サッキーの現場報告」という冠コーナーを毎週月曜日に担当していた。

### MBSラジオ

#### 出演番組
- ニュースなラヂオ（報道記者としてゲストで随時出演）
- あどりぶラヂオ（2019年11月20日放送分）
  - 本職の報道記者ではなく、前述した女性アイドルへの造詣の深さを買われて、パーソナリティを単独で担当。

### テレビ
- 『TBSレビュー』「＜特集＞人権課題を取材し続け28年〜TBSラジオ『人権TODAY』から学ぶ」TBSテレビ、2025年7月27日[7]

## 連載
科学雑誌「子供の科学」（誠文堂新光社）に2018年4月号から、コラム「サキヤマ記者のニュースかましたいの！」を連載中。
現代ビジネスプロフィール　https://gendai.media/list/author/toshiyasakiyama

## 講演
- 国立ハンセン病資料館2020年11月28日講演「ハンセン病を伝える～メディアの責任・ラジオの可能性」

- 2022年2月1日(火) 世界の医療団2021年度活動報告会

　　スペシャルトーク－メディアから見たコロナ禍の現状や報道の在り方について－
　
- 2022年5月3日（火）本屋B＆B　しまおまほ×TBSラジオ崎山記者×藍くん「ラジオ特番番外編」

　　『おしえてコドモNOW!』（小学館）”半年遅れの”刊行記念イベント
　
- 2022年7月26日　リスト・ハンガリー文化センター東京

　　「歴史・科学 裏側を知ると楽しいハンガリー鉄道」
　
- 2023年7月16日（日）Antenna Books＆Cafe　ココシバ

　　ココシバ5周年記念トークショー　安田菜津紀「故郷とは何か」：司会
　

## 関連人物
- みのりかな　一推しを公言している
- Negicco　Kaede推し